# Московкін Володимир Михайлович
Володимир Михайлович Московкін (нар. 5 лютого 1952, Ялта) — пострадянський, український географ, економіст, наукознавець, педагог, публіцист. Доктор географічних наук.

## Біографічні відомості
У 1969 закінчив середню школу № 6 у Ялті та заочну математичну школу при МДУ. 
У 1975 закінчив механіко-математичний факультет Казанського державного університету. 
З 1976 — інженер Кримського протизсувного управління. 
З 1977 — ст. лаборант відділу ґрунтово-кліматичних досліджень Державного Нікітського ботанічного саду. 
З 1984 — кандидат географічних наук (дисертація на тему «Моделі взаємодії в геоморфології схилів» захищена в МДУ, науковий керівник професор Ю.Г.Сімонов). 
З 1998 — доктор географічних наук (дисертація на тему «Динаміка, стійкість та керування морськими береговими екогеосистемами», захищена в Харківському державному університеті, науковий консультант, професор В.Е.Некос). 
C 1997 викладає в Харківському університеті (професор, з 2006 — за сумісництвом, з 2012 — в.о. зав. кафедри екології та неоекології). 
З 2006 викладає в Бєлгородському університеті (до 2007 — заступник проректора з наукової роботи, з 2007 — професор кафедри світової економіки, з 2013 також директор Центру наукометричних досліджень та розвитку університетської конкурентоспроможності). 
З 2023 - незалежний дослiдник (Вимперк, Чехiя; Харкiв, Україна). 
З 2007 року друкується в англомовних журналах Scientific and Technical Information Processing, Automatic and Mathematical Linquistics, Webology, Cybermetrics. 
З 2008 виступає в академічній газеті «Пошук» (Москва) з публіцистичними статтями, що стосуються загальнонаукових та наукознавчих проблем.  

## Внесок у науку
У 80-ті роки XX ст. на фундаментальній математичній основі (крайові задачі математичної фізики дифузійного типу) з урахуванням знання механізмів перебігу геоморфологічних процесів побудував струнку систему дифузійних моделей розвитку рельєфу. 
У 90-ті роки XX ст. заклав теоретичні основи динаміки, стійкості та керування морськими береговими системами на основі якісної теорії динамічних систем. 
Наприкінці XX ст. — початку XXI ст. ввів у практику досліджень, на етапі їх постановки, систематичний інформаційно-наукометричний підхід, заклав основи концепції математичного моделювання конкурентно-коопераційних взаємодій у соціально-економічних системах, розробив бенчмаркінговий (матрично-аналітичний) інструментарій при порівняльному вивченні територіальних та інноваційних систем, розвинув методологічний інструментарій щодо підвищення академічної конкурентоспроможності університетів та наукових журналів. 
На початку XXI ст. вніс значний внесок в інтеграцію пострадянських університетів у міжнародний рух до відкритого доступу до наукового знання (Білгородська декларація про відкритий доступ до наукового знання та культурної спадщини, створення мережі репозитаріїв відкритого доступу в університетах російсько-українського прикордоння). 
У 2000-і роки вніс ключовий внесок у вивчення раннього періоду життєдіяльності лауреата Нобелівської премії з економіки Семена Кузнеця. 

## Основні праці

### Книги
- Математичне моделювання в геоморфології схилів (1983) — спільно з А.М. Трофімовим.

### Статті
Близько 550 російськомовних і 60 англомовних [Архівовано 3 квітня 2015 у Wayback Machine.] статей, серед них:
| - Признаки признания. Научная политика. Есть много журналов - хороших и разных // Поиск. — 2008. — 12 января. - Познаётся в сравнении. России нужен свой рейтинг ведущих университетов // Поиск. — 2008. — 20 апреля. - Тайные вклады. Пора открыть доступ к научным публикациям // Поиск. — 2008. — 30 мая. - Пора поделиться секретами? Долго ли российским университетам стоять в стороне от процесса открытого доступа // Поиск. — 2008. — 10 сентября. - Ищем выход. Научный вклад не потеряется в Сети // Поиск. — 2009. — 26 марта. - От перемены мест... Что дает российский глобальный рейтинг отечественным вузам? // Поиск. — 2009. — 28 апреля. - До пересечения границы. Тщательное расследование позволило уточнить важные факты из биографии нобелевского лауреата Семена Кузнеца // Поиск. — 2010. — №1-2. 15 января. - Неизвестный Семен Кузнец. Переписка с родственниками и архивно-исторические изыскания // Дайджест Е. — Апрель 2010. — № 4 (129). - Коварные брызги. Не все фонтаны несут только прохладу и свежесть // Поиск. — 2011. — №17. - В слове — сила. Формализованный анализ книжных текстов приводит к неожиданным открытиям // Поиск. — 2012. — №21. - Методом приближения. Для усиления позиций российских научных журналов необходимо ориентироваться на мировой опыт // Поиск. — 2012. — №40. - Жидкие вместо твердых? Научные публикации переезжают в Сеть // Поиск. — 2012. — №44. - "Неконвертируемая" наука // Зеркало недели. — 2013. — №1. [Архівовано 8 березня 2016 у Wayback Machine.] - По местам! Как поднять российские университеты в мировых рейтингах // Поиск. — 2013. — №3-4. - Слабая «видимость» российской и украинской науки // Троицкий вариант. — 2013. — № 123. [Архівовано 7 травня 2016 у Wayback Machine.] - Уйти от соблазна. Публикационная гонка вредит науке // Поиск. — 2015. — №1-2. - Как продвигать российские научные журналы в международные наукометрические базы // Роснаука. - 2015. - №149. [Архівовано 4 березня 2016 у Wayback Machine.] - Научные социальные сети и уровень деградации знаний в современном обществе // Роснаука. - 2015. - №216. [Архівовано 4 березня 2016 у Wayback Machine.] - Сколько стоят налогоплательщикам игры в библиометрию? // Роснаука. - 2015. - №275. [Архівовано 26 березня 2016 у Wayback Machine.] - Как улучшить показатели рейтинга университета с помощью Интернета // Роснаука. - 2015. - №324. [Архівовано 7 березня 2016 у Wayback Machine.] - Гибельная гонка. Что прячется за лозунгом “Publish or Perish”? // Поиск. — 2015. — №15. - Мировые тренды в высшем образовании: диснейфикация, глобальный пылесос талантов и искусственная среда обитания человека // Роснаука. - 2015. - №391. [Архівовано 4 березня 2016 у Wayback Machine.] - Будет ли Россия участвовать в 5g-гонке? // Роснаука. - 2015. - №516. [Архівовано 4 березня 2016 у Wayback Machine.] - Россия должна разработать собственный инструмент поиска научной информации // Роснаука. - 2015. - №603. [Архівовано 6 березня 2016 у Wayback Machine.] - Должна ли Россия создать собственный инструмент поиска научной информации? // Роснаука. - 2015. - №629. [Архівовано 4 березня 2016 у Wayback Machine.] - Наука под замком, или Проблема открытого доступа к научному знанию // Роснаука. - 2015. - №853. [Архівовано 13 серпня 2016 у Wayback Machine.] - Как не пропустить интересную статью в море «научного мусора» // Роснаука. - 2015. - №863. [Архівовано 4 березня 2016 у Wayback Machine.] - Как оптимизировать мониторинг публикационной активности: мнение эксперта // Роснаука. - 2015. - №884. [Архівовано 4 березня 2016 у Wayback Machine.] - Доверяя, проверяй. Как не сбиться с пути в публикационной гонке. // Поиск. — 2015. — №35. - Российские экономические рейтинги и ущербные публикационные практики // Роснаука. - 2015. - №1208. [Архівовано 23 грудня 2015 у Archive.is] - Научные знания, ценности и этика // Роснаука. - 2015. - №1246. [Архівовано 23 грудня 2015 у Archive.is] - «Липовая степень» или как бороться с черным рынком диссертаций // Роснаука. - 2016. - 5 февр. [Архівовано 8 березня 2016 у Archive.is] - Открытый доступ против черного рынка диссертаций // Роснаука. - 2016. - 24 февр. [Архівовано 8 березня 2016 у Archive.is] - Под лозунгом "публикуйся или погибнешь" // Роснаука. - 2016. - 3 марта. [Архівовано 8 березня 2016 у Archive.is] - Университетский рейтинг Webometrics: технические проблемы в России // Троицкий вариант. — 2016. — 1 ноября. — № 216. [Архівовано 10 грудня 2017 у Wayback Machine.] - Глобальный кризис в интеллектуальной сфере и локальные меры по выходу из него // Троицкий вариант. — 2016. — 6 декабря. — № 218 [Архівовано 10 грудня 2017 у Wayback Machine.] - Webometrics. Дело за университетами // Троицкий вариант. — 2017. — 11 апреля. — № 266 [Архівовано 30 листопада 2017 у Wayback Machine.] - Революционный шаг Евросоюза: Размещение в открытом доступе всех результатов научных исследований // Троицкий вариант. — 2017. — 18 июля. — № 233 [Архівовано 8 листопада 2017 у Wayback Machine.] - Этот безумный, абсурдный, бездарный, научный мир // Частный Корреспондент. — 2017. — 04 ноября. [Архівовано 4 грудня 2017 у Wayback Machine.] |